# Ramón Vilalta
Ramón Vilalta Pujol (Vic, Província de Barcelona, 25 de abril de 1960) é um arquiteto espanhol, sócio do escritório de arquitetura RCR Arquitectes, com Rafael Aranda e Carme Pigem.

## Biografia
De 1973 a 1976 cursou a Escuela de Bellas Artes de Olot, obtendo em 1987 ograu de arquiteto na Escuela Técnica Superior de Arquitectura del Vallés (ETSA Vallés). Em 1987 fundou o escritório RCR Arquitectes em sociedade com Rafael Aranda e Carme Pigem. Entre 1987 e 1989 obteve um mestrado em arquitetura paisagística na Escola Técnica Superior de Arquitetura de Barcelona (ETSAB). Trabalhou de 1989 a 2001 como professor de urbanismo e Arquitetura da paisagem na ETSA Vallés.
Em junho de 2020, com outros arquitetos, chefs, prémios Nobel da economia, dirigentes de organizações internacionais, tornou-se signatário do apelo a favor da economia púrpura («Por um renascimento cultural da economia») publicado no Corriere della Sera, El País e Le Monde.

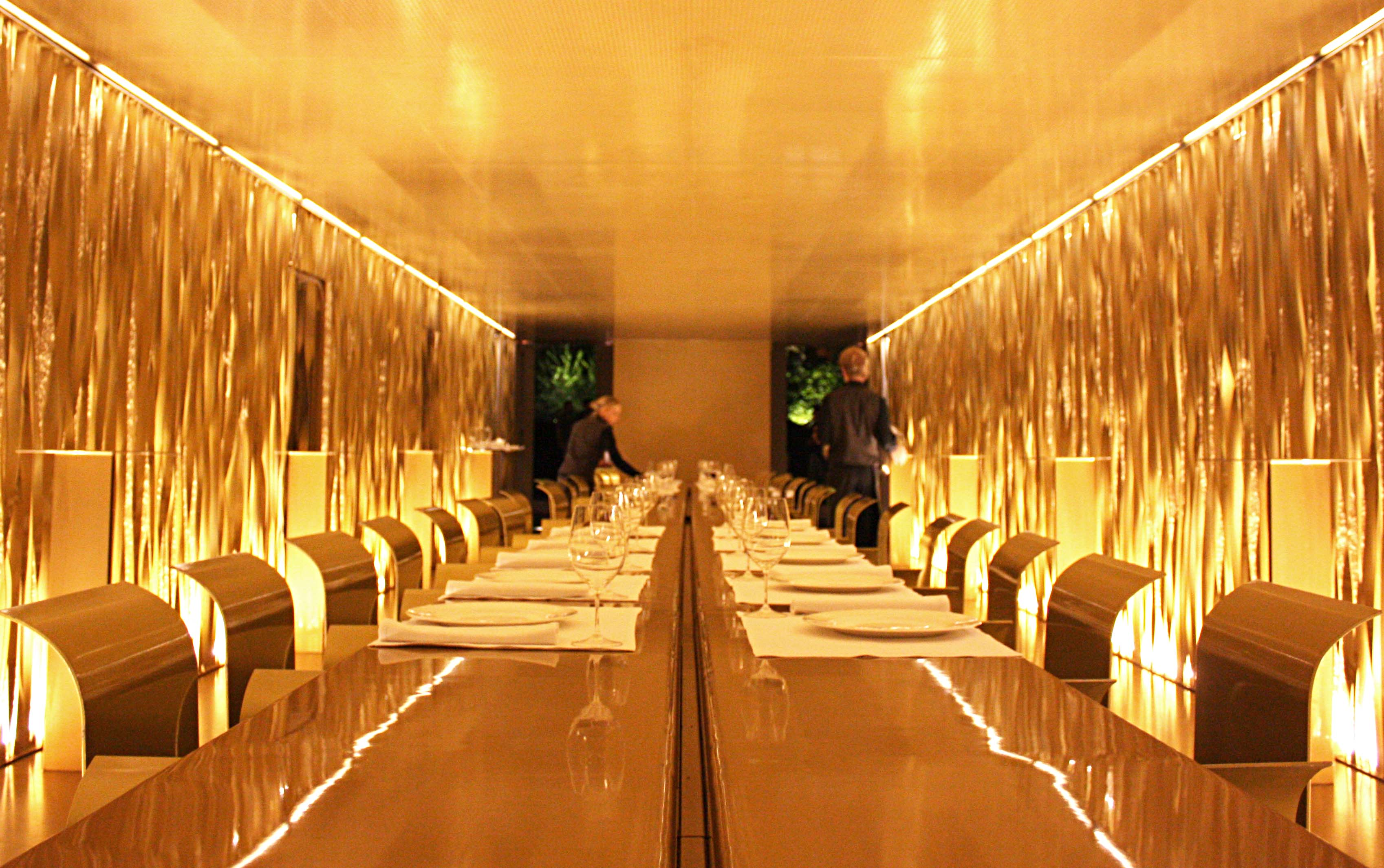
Restaurante "Les Cols".